# 35 Levkoteja
35 Levkoteja (mednarodno ime 35 Leukothea, starogrško starogrško Λευκοθέα: Leukotéa) je velik in temen asteroid tipa C v glavnem asteroidnem pasu. 

## Odkritje
Asteroid je odkril Karl Theodor Robert Luther (1822–1900) 19. aprila 1855. Ime je dobil po Levkoteji, boginji morja iz grške mitologije. Asteroid ima tudi astronomski simbol .

## Lastnosti
Asteroid Levkoteja obkroži Sonce v 5,17 letih. Njegova tirnica ima izsrednost 0,228, nagnjena pa je za 7,938° proti ekliptiki. Njegov premer je 103,1 km, okrog svoje osi pa se zavrti v 32 urah.